# Hồ Xích Nhi
Hồ Xích Nhi (chữ Hán: 胡赤兒; bính âm: Huchi'er) là một viên tì tướng phục vụ dưới trướng của Ngưu Phụ-con rể của Đổng Trác trong thời nhà Hán thời kỳ Tam Quốc trong lịch sử Trung Quốc. Hồ Xích Nhi vì tham vàng bạc châu báu mà giết chủ, sau bị Lã Bố xử tử.

## Tiểu sử
Hồ Xích Nhi không phải là người gốc Trung Quốc mà nhiều người tin rằng Hồ Xích Nhi có nguồn gốc từ Tây Vực, có thể là người Magyar (Hunggary) hoặc người Hung hay người Ba Tư hoặc thậm chí là người Slavơ hay người Do Thái, những dân tộc này thông thương với Trung Quốc thông qua ngả phía Tây ở vùng Lũng Tây, Tây Lương.
Khi Lý Thôi và Quách Dĩ khởi binh chống lại Lã Bố thì Ngưu Phụ, chủ tướng của Hồ Xích Nhi liên kết với Lý Thôi và Quách Dĩ cùng chống lại Lã Bố. Hồ Xích Nhi hiến kế rằng: Lã Bố kiêu dũng lắm, thế chúng ta khó địch nổi ông ta. Sao bằng ta không cho bọn bốn tướng (Lý Thôi, Quách Dĩ, Trương Tế, Phàn Trù) biết và ngầm giấu vàng bạc, châu báu đem dăm ba người tùy tùng bỏ trốn đi.
Kế hoạch của Hồ Xích Nhi được Ngưu Phụ ưng thuận. Ngay đêm hôm ấy Ngưu Phụ nhặt nhanh vàng bạc, châu báu, bỏ trại đi, chỉ đem ba bốn người đi theo. Đi đến một con sông, lúc sắp qua đò, Hồ Xích Nhi trông thấy của cải ngốt mắt, nổi máu tham muốn chiếm lấy một mình, liền giết Ngưu Phụ rồi đem đầu Phụ đến dâng Lã Bố. Lã Bố hỏi đầu đuôi người tùy tùng đi theo khai rằng: "Xích Nhi giết Phụ để lấy của", Lã Bố tức giận cho rằng Hồ Xích Nhi hám của nên giết chủ lập tức giết ngay Hồ Xích Nhi.
Tên của Hồ Xích Nhi dễ bị nhầm lẫn với Hồ Xa Nhi, một viên tướng dưới trướng Trương Tú. Nhiều giả thiết cho rằng họ có quan hệ máu mủ hay dân tộc.

## Trong Văn hóa
Trong Tam Quốc diễn nghĩa của La Quán Trung, Hồ Xích Nhi được miêu tả đúng với sử sách, Hồ Xích Nhi là người dụ Ngưu Phụ đem vàng bạc đi trốn, đến nửa đường vì ham vàng bạc nên đã giết Ngưu Phụ rồi chạy về với Lã Bố, sau bị Lã Bố giết vì cho rằng bất nghĩa.